# Constantin Știrbei
Constantin Știrbei a fost un boier din Țara Românească, care a deținut mari dregătorii și a fost capuchehaie la Poarta otomană. Era văr primar cu Constantin Brâncoveanu, mamele lor fiind surori. Știrbei a deținut dregătoriile de mare sluger, mare comis, mare clucer și mare ban în timpul domniei acestuia.
Constantin era fiul marelui comite Radu Știrbei din Izvor și al soției sale Ilinca (sora Stancăi Cantacuzino).
Venalitatea lui a dus la pedepsirea sa în timpul lui Antonie din Popești. Falsificarea unei iscălituri în 1675 pentru a fura bani din vistierie, pe când era logofăt de vistierie, aproape l-a costat mâna dreaptă. În timpul lui Șerban Cantacuzino era să fie spânzurat. Brâncoveanu l-a numit în dregătoria de mare sluger, ca parte a politicii sale de promovare a rudelor în marile dregătorii ale Țării Românești. Tot voievodul l-a reținut și l-a trimis în judecată, reproșându-i: „ai luat județul Dîmboviții, l-ai prădat de n-au rămas ca un sat; l-am luat acela și țe-am dat Teleormanul; și mai rău l-ai făcut”. A fost iertat dar destituit din funcție, între 1695 și 1700 figurând drept fost mare clucer. A complotat împotriva domnului, dar în cele din urmă a fost iertat, fiind învestit cu dregătoria de mare clucer între 1703 și 1706, și cu dregătoria supremă de mare ban, din 1707.
În intervalul de timp dintre mazilirea și execuția lui Brâncoveanu (aprilie–august 1714), a fost trimis de noul domn Ștefan Cantacuzino pe lângă Poartă, pentru a se evita o soluție favorabilă mazilului.
Conform documentelor păstrate, Constantin Știrbei a avut doi fii (Ilie și Șerban) și două fiice (Stanca și Bălașa).